# Roberto Molina Espinosa
Roberto Molina Espinosa (Alcaraz, Albacete, 1883-Madrid, 21 de junio de 1958) fue un escritor y periodista español, padre del también escritor Roberto Molina Borrás.

## Biografía
Empezó a escribir a los quince años artículos y poemas en la prensa de Albacete, mientras era mancebo de botica, y luego fue publicando colaboraciones en otros diarios de Madrid, Valencia y Barcelona, ciudades a donde va a trabajar desde los dieciocho años. Estaba en Barcelona en 1912 cuando ganó el concurso de novela corta de la publicación madrileña El Libro Popular con su novela Un veterano, lo que le volcó definitivamente a la literatura, aunque subsistió hasta su muerte con un empleo de funcionario. 
Publicó después otra novela extensa, La infeliz aventura. Pero lo más genuino de su producción son numerosas novelas cortas de carácter naturalista en que abordó con intenciones moralizantes los problemas sociales de la clase media; era lo que Federico Carlos Sainz de Robles denomina "promoción de El Cuento Semanal", que durante los años veinte llenó de narrativa breve los kioscos de España; Molina publicó decenas de títulos, entre ellos algunos como El factor negativo (1925), Sor Cecilia (1925) y Tinieblas (1939) en casi todas las colecciones de la época: La Novela de Bolsillo, la Novela para todos, El Cuento Nuevo y La Novela Semanal. También escribió mucho teatro que no logró estrenar. Colaboró en diversos diarios y revistas: Los Lunes de El Imparcial, Blanco y Negro, La Esfera, Nuevo Mundo, ABC, El Sol, El Debate, Ya, y algunos de América, entre ellos la revista Síntesis de Buenos Aires y Social, de Cuba, entre otras.
Destacan sus novelas El veterano (1913), Los demonios de Potranco (1918) y especialmente Dolor de juventud (Madrid, Editorial Pueyo, 1923), que le valió el Premio Nacional de Literatura por un jurado que formaban Ramón Pérez de Ayala, Azorín, Julio Casares, Enrique Díez Canedo y Enrique de Mesa; él mismo la consideraba su obra maestra y ha sido reimpresa en edición facsímil en 1990 por la Diputación de Albacete; son también importantes La infeliz aventura (CIAP, 1930), Tinieblas (1939), Peñarrisca (1943) y Chuscos, matones y bandidos (1956), una colección de relatos. Picaresca y Bohemia es una novela sobre la vida literaria de Madrid. Se acercó a la biografía con Vida de don Álvaro de Luna. También escribió la colección de ensayos Capacidad de sufrimiento en los espíritus superiores, 1955. Entre su producción figuran también colecciones poéticas y crónicas y artículos periodísticos y existe un gran volumen de inéditos.

## Obras

### Novelas
- La infeliz aventura: farsa novelesca, Madrid: Renacimiento, 1930.
- Tinieblas: novela, Madrid: Ediciones Españolas, 1939.
- Peñarrisca. Novela. Madrid: Aldecoa, 1943.
- Las mismas palabras: novela, Madrid: Prensa Gráfica, 1922.
- Dolor de juventud: novela Madrid: Pueyo, 1924.
- Aventura de juventud: Novela, [Bilbao] "Familia" [1943]
- La Reina Yasiga: novela [Madrid]: Blanco y Negro, 1936.
- El suceso de Montevalle: novela original, Madrid: Biblioteca Patria [s. a.: 1910-1920?]

### Narrativa corta
- Chuscos, matones y bandidos. Narraciones. Madrid, 1956.
- El perro de presa, [Madrid: El cuento nuevo], 1919.
- El factor negativo. Madrid: [Prensa Popular], 1924.
- La mula perdida. Madrid, La novela corta, 1925.
- Llamamiento misterioso. Madrid, La novela corta, 1925.
- Los invisibles hilos del destino, Madrid: Los Contemporáneos, 1925.
- La primera novia, Madrid: Los Contemporáneos, 1924.
- Sor Cecilia: cuento, Barcelona: Ed. Argos, [19--]
- El factor negativo. Madrid: La Novela Corta n.º 460, 1924.
- Un novio de carrera: novela, Madrid: La Novela para Todos, 1916.
- Colocación en Madrid, [Madrid]: Cid, [1954].
- Maternidad Madrid: [s.n., 1915 o 1916?]
- La víctima Madrid, 1913.
- Los demonios en Potranco [Madrid: Imp. March y Samaran], 1918.
- El enemigo, Madrid: Editorial Moderna, 1922.
- Noche de inocentes: (cuento inverosímil, dividido en ocho escenas) [Madrid: Editorial Popular], 1919.
- Un veterano Madrid: El Libro Popular, 1913; otra ed.: Un veterano (novela de costumbres), Madrid: Revista Literaria "Novelas y cuentos", 1931.
- La voz misteriosa, Barcelona: Pegaso, 1925.
- Viajes alrededor del altozano, Albacete: Diputación de Albacete, 1990.
- La ciudad milenaria
- Distancias en el amor
- El tesoro del padre y el tesoro del hijo
- Historias de antaño

### Ensayo y biografía
- Capacidad de sufrimiento de los espíritus superiores: Sufrimiento y esfuerzo; Actitud guerrera; El hombre ante el infortunio; El hombre ante la muerte; Costa; Fray Luis de León; Sócrates; Cervantes; Santa Teresa; Fernández Coronel o la fatalidad; La noche de Montiel; Palissy; Vercingetorix, etc. Madrid: [s.n.] Distribuye Unión Distribuidora de Ediciones, 1955.
- Las Armas y las letras, episodio histórico [S. l.], 1927.
- Picaresca y bohemia

## Fuente
- Federico Carlos Sainz de Robles, La novela corta Española. La promoción de El cuento semanal, Madrid, Aguilar, 1952.

- Datos: Q6109872